# 크라쿠프 중앙역

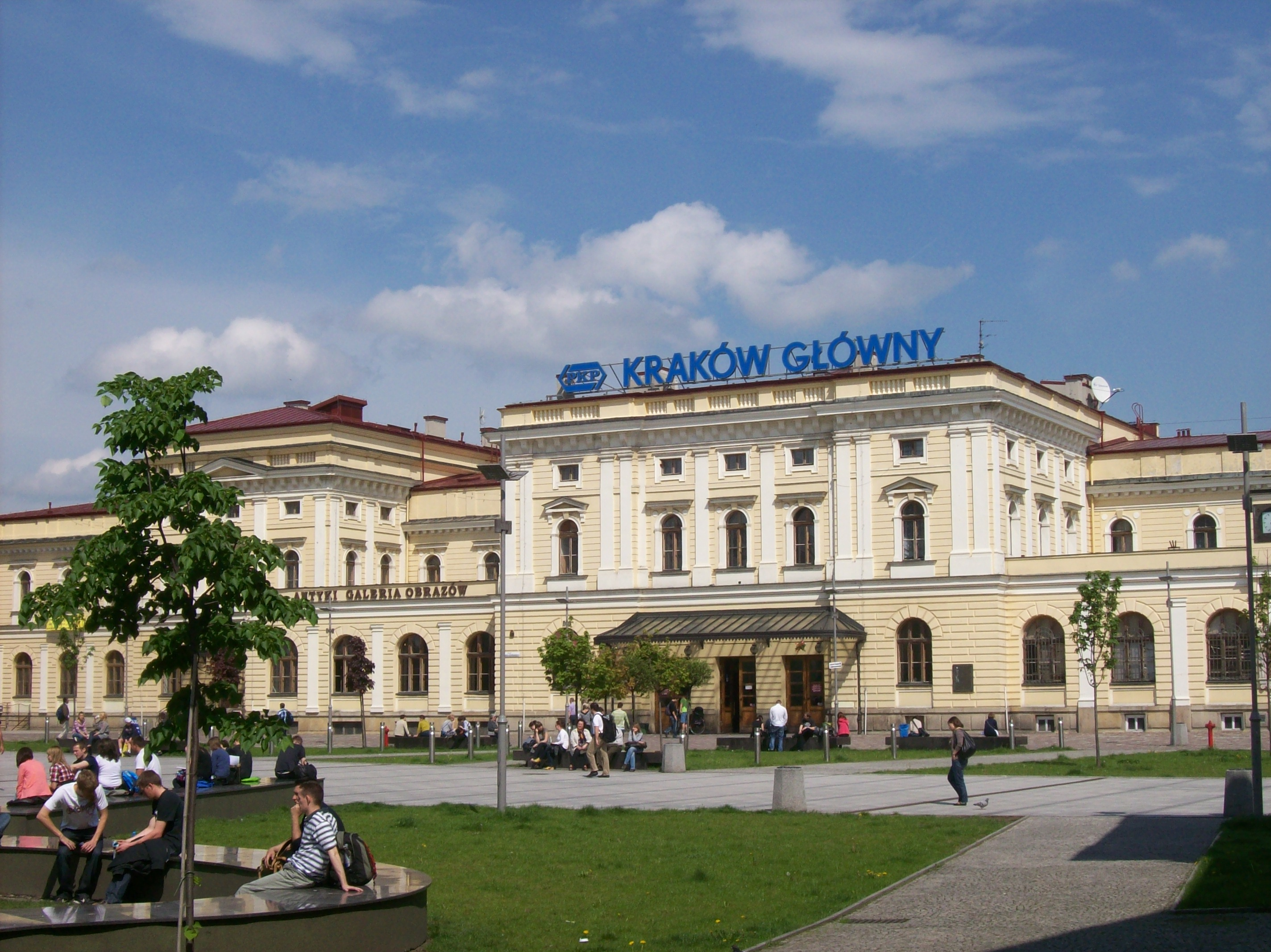
크라쿠프 중앙역

크라쿠프 중앙역(폴란드어: Kraków Główny)은 폴란드 마워폴스카주 크라쿠프의 주요 철도역이다. 동쪽에 버스 정류장이 있고, 2008년 12월에 개통한 역 아래에 크라쿠프 고속 트램 노선이 있다.